# 禽處
禽处（？—？），是周朝时期吳國的君主之一，為吳國第十四任君主，承襲父亲夷吾擔任吳國君主。禽處死后，儿子转继位。